# Teddy (králík)
Teddy je malé plemeno králíka pocházející z Německa a Nizozemska. Plemeno vzniklo křížením angorských a liščích králíků. Svým vzhledem a svou srstí připomíná medvídka, z něhož právě pochází anglické slovo teddy (v překladu medvídek). Primárním cílem šlechtění je dobrá povaha zvířat (pet zvíře).